# شهرستان الیندال چارتر (میشیگان)
شهرستان الیندال چارتر، میشیگان (به انگلیسی: Allendale Charter Township, Michigan) یک منطقهٔ مسکونی در ایالات متحده آمریکا است که در میشیگان واقع شده‌است.

## خصوصیات
شهرستان الیندال چارتر ۸۳٫۴ کیلومترمربع مساحت و ۲۰٬۷۰۸ نفر جمعیت دارد و ۱۹۱ متر بالاتر از سطح دریا واقع شده‌است.